# 인테르링구에

인테르링구에(Interlingue, 1949년까지는 Occidental)는 1922년에 에드가르 드 왈 (Edgar de Wahl)에 의해 만들어진 국제어이자 인공어이다.

## 문학
원본과 번역된 대부분의 서양 문학 텍스트는 "Cosmoglotta"로 출판되었다. 다른 텍스트는 "Helvetia" 저널에 출판되었으며 다른 텍스트는 책 형태로 출판되었다.
- Kajš, Jan Amos (1938) Krasina, raconta del subterrania del Moravian carst[1].
- Podobský, Jaroslav (1935/1947) Li astres del Verne[2].
- Costalago, Vicente (2021) Li sercha in li castelle Dewahl e altri racontas[3].
- Costalago, Vicente (2021) Antologie hispan[4].
- Costalago, Vicente (2021) Fabules, racontas e mites[5].

## 참고 문헌
1. ↑  《Krasina : Raconta del subterrania del Moravian Carst》. OCLC 493973352.
2. ↑  《Li Astres del Verne : Poesie》. OCLC 494042722.
3. ↑  Li sercha in li castelle Dewahl e altri racontas
4. ↑  “Antologie hispan”. 2022년 4월 9일에 원본 문서에서 보존된 문서. 2021년 12월 29일에 확인함.
5. ↑  “Fabules, racontas e mites”. 2022년 4월 9일에 원본 문서에서 보존된 문서. 2021년 12월 29일에 확인함.